# Тронка, Франческо Паоло
Франческо Паоло Тронка (итал. Francesco Paolo Tronca; род. 31 августа 1952, Палермо, Сицилия) — итальянский юрист и политик, префектурный комиссар Рима (2015—2016).

## Биография
Родился 31 августа 1952 года в Палермо (Сицилия). В 1975 году окончил Пизанский университет по специальности «право», в 1986 году получил в том же университете высшее историческое образование. По окончании университета прошёл военную службу на офицерской должности в Финансовой гвардии. В 1977 году, выдержав конкурс, поступил в квестуру Варесе, в 1979 году получил должность советника префектуры Милана, в 1993 году возглавил аппарат миланской префектуры, в 2000 году стал первым заместителем префекта. В 2003 году назначен префектом Республики в Лукке, в 2006 году переведён в Брешиа. В 2008 году возглавил в Министерстве внутренних дел Департамент пожарной безопасности, помощи населению и гражданской обороны. 8 августа 2013 года назначен префектом Милана, а 30 октября 2015 года префект Рима Франко Габриэлли назначил Франческо Паоло Тронка префектурным комиссаром итальянской столицы после отставки мэра Иньяцио Марино.
В должности префекта Милана вступил в конфликт с мэром Джулиано Пизапиа, который проводил политику признания однополых браков, заключённых за пределами Италии. Министр внутренних дел Анджелино Альфано был возмущён фактом подтверждения тринадцати таких браков и издал циркуляр для префектов с требованием отменять подобные решения местных властей. Пизапиа отказался удовлетворить требование Тронки, и тот назначил комиссара для осуществления этой задачи. Вопрос был переведён в юридическую плоскость: прокуратура открыла против мэра Милана дело по подозрению в злоупотреблении служебным положением в связи с неподчинением префекту, но оно было отправлено в архив без какого-либо решения. Позднее Государственный совет Италии принял решение в поддержку действий МВД. Другое обвинение против Тронка опубликовала газета L’Unità: в статье утверждалось, будто 11 мая 2011 года (когда Тронка возглавлял пожарный департамент МВД) одна из пожарных машин использовалась как автомобиль городской службы проката с водителем (NCC) для доставки сына Тронка и ещё одного человека на футбольный матч Рома-Интер.
1 ноября 2015 года официально вступил в должность префектурного комиссара (commissario prefettizio) Рима после скандальной отставки мэра Иньяцио Марино. В тот же день Тронка присутствовал на мессе, которую проводил Папа Римский Франциск, и встретился с ним лично. В числе основных задач комиссара пресса называла организацию юбилейных торжеств по случаю 50-й годовщины завершения Второго Ватиканского собора, начало которых было запланировано на 8 декабря 2015 года (празднества упоминаются в итальянской прессе просто как Giubileo).
22 июня 2016 года в должность вступила избранная мэром Рима Вирджиния Раджи, и Тронка автоматически сложил с себя полномочия префектурного комиссара.

## Награды
- Орден «За заслуги перед Итальянской Республикой»:
  - Кавалер Большого креста (2 июня 2012 года);
  - Великий офицер (27 декабря 2005 года);
  - Командор (2 июня 1996 года);
  - Кавалер (2 июня 1995 года)[7]